# Cachoeiro de Itapemirim
Cachoeiro de Itapemirim, amtlich Município de Cachoeiro de Itapemirim,  ist eine Stadt im brasilianischen Bundesstaat Espírito Santo. Sie hat laut amtlicher Schätzung zum 1. Juli 2016 210.325 Einwohner und ist damit die fünftgrößte Stadt des Bundesstaates.
Der Ort entstand aus der am 23. November 1864 gegründeten Vila de São Pedro do Cachoeiro de Itapemirim, kurz Vila do Cachoeiro, zuvor ein Distrikt der Stadt Itapemirim. Die Stadtrechte erhielt der Ort als Cachoeiro de Itapemirim nach der Bundesstaatsgründung durch staatliches Dekret Nr. 4 vom 26. Dezember 1889, die tatsächliche Emanzipation erfolgte erst 1890.
Die Stadt ist seit 1958 Sitz des römisch-katholischen  Bistums Cachoeiro de Itapemirim. Es wird seit 2021 von Bischof Luiz Fernando Lisboa geleitet.

## Söhne und Töchter der Stadt
- Franz de Rainville (1869–1933), Ritter des Pour-le-Mérite-Ordens
- Carlos Lindenberg (1899–1991), Politiker, Gouverneur von Espírito Santo
- Rubem Braga (1913–1990), Diplomat, Jurist, Journalist und Schriftsteller
- Roberto Carlos (* 1941), Sänger
- Paulo Herkenhoff (* 1949), Kunstkritiker, Kurator und Museumsleiter
- José Mauro Pereira Bastos (1955–2006), katholischer Ordensgeistlicher und Bischof von Guaxupé
- Andherson Franklin Lustoza de Souza (* 1969), römisch-katholischer Geistlicher, Weihbischof in Vitória
- Juarez Delorto Secco (* 1970), römisch-katholischer Geistlicher, Bischof von Caratinga
- Maxwell Scherrer Cabelino Andrade (* 1981), Fußballspieler
- Larissa França (* 1982), Beachvolleyballspielerin und Weltmeisterin
- Edimar Fraga (* 1986), Fußballspieler
- Ramon Motta (* 1988), Fußballspieler